# Неккар-Оденвальд (район)
Неккар-Оденвальд (нем. Neckar-Odenwald-Kreis) — район в Германии. Центр района — город Мосбах. Район входит в землю Баден-Вюртемберг. Подчинён административному округу Карлсруэ. Занимает площадь 1126,31 км². Население — 150 428 чел. Плотность населения — 134 человека/км².
Официальный код района — 08 2 25.
Район подразделяется на 27 общин.

## Города и общины

### Города
1. Адельсхайм (5 493)
2. Бухен (18 888)
3. Мосбах (25 197)
4. Остербуркен (6 523)
5. Рафенштайн (3 100)
6. Вальдюрн (12 045)

### Общины
1. Агластерхаузен (4 962)
2. Биллигхайм (5 909)
3. Бинау (1 372)
4. Эльцталь (6 098)
5. Фаренбах (2 874)
6. Хардхайм (7 494)
7. Хасмерсхайм (4 954)
8. Хёпфинген (3 298)
9. Хюффенхардт (2 068)
10. Лимбах (4 606)
11. Мудау (5 082)
12. Неккаргерах (2 377)
13. Неккарциммерн (1 586)
14. Нойнкирхен (1 799)
15. Обригхайм (5 302)
16. Розенберг (2 260)
17. Шефленц (4 307)
18. Шварцах (3 181)
19. Зекках (4 444)
20. Вальдбрун (5 030)
21. Цвингенберг (732)